# Filet à papillons

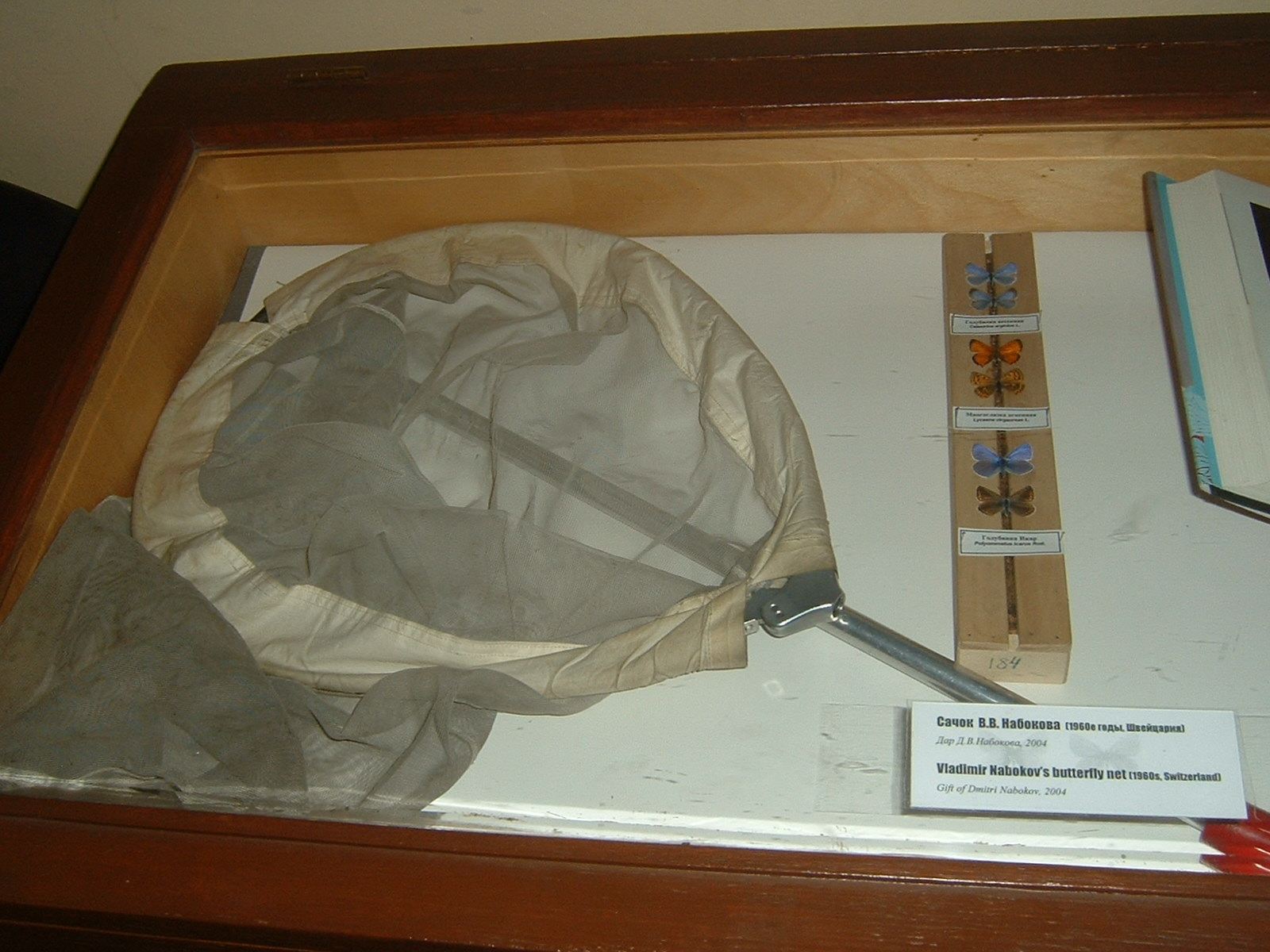
Un filet à papillons ayant appartenu à l'écrivain Vladimir Nabokov.

Un filet à papillons est un filet servant aux collectionneurs d'insectes, entomologistes et lépidoptéristes à attraper des papillons ou d'autres petits insectes en vol.